# Taake (album)
Taake er det fjerde studiealbum fra det norske black metal-band af samme navn. Det blev udgivet 17. oktober 2008 på cd af Dark Essence Records og på lp af Taake-frontmand Hoests eget pladeselskab Svartekunst Produksjoner.
Albummet er det første Taake-album efter "trilogien" bestående af Nattestid... ...Bjoergvin... ...Doedskvad, og samtidig også det første Taake-studiealbum hvis sange har titler.

## Spor
1. "Atternatt" – 06:48
2. "Umenneske" – 08:16
3. "Lukt Til Helvete" – 05:05
4. "Doedsjarl" – 05:26
5. "Motpol" – 05:12
6. "September Omsider" – 05:12
7. "Velg Bort Livet" – 10:27

### Bonusspor på digipak-udgaven
1. "Umenneske (live)" (videospor)

### Bonusspor på lp-udgaven
1. "A Lost Forgotten Sad Spirit (Burzum cover)"

## Fodnoter
1. 1 2  Lp-udgaven